# مرینا بزانووا
مرینا بزانووا (اوکراینی: Марина Базанова؛ ۲۵ دسامبر ۱۹۶۲ – ۲۷ آوریل ۲۰۲۰) ورزشکار هندبال اهل اتحاد جماهیر شوروی سوسیالیستی بود.
از باشگاه‌هایی که در آن بازی کرده‌است می‌توان به تیم متحد در بازی‌های المپیک اشاره کرد.
وی در مسابقات کشوری و بین‌المللی در مجموع برندهٔ ۳ مدال طلا، ۲ مدال برنز شده‌است.